# Pasireotid
Pasireotid je zdravilo sirota za zdravljenje Cushingove bolezni pri bolnikih, pri katerih operativni poseg ni bil uspešen ali niso primerni kandidati za operativni poseg. Zdravilo trži Novartis pod zaščitenim imenom Signifor.

## Mehanizem delovanja
Cushingovo bolezen povzroča adenom hipofize oziroma povečanje možganskega priveska (hipofize). Posledično nastaja v telesu preveč adrenokortikotropni hormon (ACTH), ki pa povzroči čezmerno sproščanje drugega hormona, kortizola. Somatostatin je hormon, ki nastaja v telesu in zavira tvorbo določenih hormonov, med drugim tudi hormona ACTH. Pasireotid je cikloheksapeptid, ki deluje kot analog somatostatina in podobno kot naravni peptidni hormoni somatostatin-14 in somatostatin-28 (ki ju imenujemo tudi sproščanje somatotropina zavirajoči hormon) in drugi analogi somatostatina se veže na receptorje za somatostatin. Pri človeku je znanih pet podvrst receptorjev za somatostatin: hsst1, 2, 3, 4 in 5, ki se v normalnih fizioloških razmerah izražajo v različnih tkivih. Analogi somatostatina se različno močno vežejo na receptorje hsst; pasireotid se z veliko afiniteto veže na štiri od petih receptorjev hsst in tako lahko zavre tvorbo hormona ACTH.

## Neželeni učinki
Klinična študija je pokazala da je varnostni profil pasireotida z ozirom na neželeni učinek|neželene učinke na prebavila in tvorbo žolčnih kamnov primerljiv z drugimi analogi somatostatina, se pa je pri pasireotidu pogosteje pojavila hiperglikemija (povišane vrednosti krvnega sladkorja). Večino hujših neželenih učinkov sta predstavljali hiperglikemija (pri 13 % bolnikov) in sladkorna bolezen (pri 7 %). Nasploh so se neželeni učinki, povezani s hiperglikemijo, pojavili pri 73 % bolnikov, pri 6 % bolnikov so zaradi teh neželenih učinkov zdravljenje prekinili. Med zelo pogostimi neželenimi učinki se poleg hiperglikemije in tvorbe žolčnih kamnov pojavlja tudi močna utrujenost. Pogosto se pojavijo znižana raven kortizola (lahko povzroči izredno šibkost, utrujenost, zmanjšanje telesne mase, občutek slabosti, bruhanje in nizek krvni tlak), počasno bitje srca in nizek krvni tlak (lahko pride do omotice, vrtoglavice).